# Urías
Urías  es un nombre propio masculino en su variante en español  procedente del hebreo Uriah  y significa mi luz es Yahve.

## En la Biblia
Urías es el nombre de varios personajes bíblicos del Antiguo Testamento:
- El más importante es Urías el hitita, quien fue uno de los valientes de David. Fiel creyente y piadoso, David se enamoró de su esposa, Betsabé de Judá, y decidió librarse de él, para lo que le mandó a la batalla, donde murió. Aparece en el Segundo libro de Samuel (2Samuel 11:3,15-17).
- Urías es también el nombre del sumo sacerdote de Jerusalén de la segunda mitad del siglo VIII a. C. que aparece en el Libro de los reyes (2Reyes 16:10-11). Por indicación de Ajaz construye un altar como el de Damasco. Además aparece en el libro de Isaías, a quien sirvió de testigo en un escrito de profecía que se guardó en el templo (Isaías 8:1-3).
- En el libro de Jeremías, aparece Urías hijo de Semaya, profeta (Jeremías 26:20), que fue ejecutado por el rey Joaquim (Jeremías 26:23), y con ello se demostró el peligro en que estaba el propio Jeremías.
- Urías, sacerdote del linaje de Cos (Esdras 8:33; Nehemías 3:21).

## Equivalencias en otros idiomas
| Variantes en otras lenguas | Variantes en otras lenguas |
| -------------------------- | -------------------------- |
| inglés                     | Uriah                      |
| Italiano                   | Uriah                      |
| Español                    | Urías                      |
| Catalán                    | Uries                      |
| Hebreo                     | אוריה                      |
| Chino                      | 乌利亚                     |